# Jüdischer Friedhof (Einartshausen)
Der Jüdische Friedhof in Einartshausen, einem Stadtteil von Schotten im Vogelsbergkreis in Hessen, befindet sich auf einem Hügel in der Nähe zum Waldrand, östlich von Einartshausen und ist über Feldwege erreichbar.

## Geschichte
Der jüdische Friedhof wurde vermutlich Anfang des 18. Jahrhunderts angelegt und mit der Errichtung einer örtlichen Synagoge, in der Mitte des 18. Jahrhunderts, belegt. Im Jahr 1886 wurde der Friedhof vergrößert. Es sind 35 Grabsteine aus der Belegungszeit von 1742 bis 1936 vorhanden, wobei viele Grabsteine beschädigt und zerstört wurden. Das jüngste Grab am Ende der einzigen noch erkennbaren Gräberreihe stammt von 1936. Die Friedhofsfläche umfasst 16,00 ar.